# قائمة المنظمات الإقليمية حسب عدد السكان
هذه قائمة المنظمات الإقليمية حسب عدد السكان مرتبة حسب النسبة المئوية.

## القائمة
| الشعار | الجهة                                            | التأسيس | التعداد       | نسبة التعداد من سكان العالم | الدول الأعضاء | ملاحظات |
| --- | ------------------------------------------------ | ------- | ------------- | --------------------------- | --- | --- |
| | تعداد السكان في العالم                           |         | 8٬219٬978٬000 | 100.00%                     | | بحسب ساعة سكان الولايات المتحدة والعالم |
| | حوار التعاون الآسيوي                             | 2002    | 4,317,290,284 | قالب:Pct                    | \| أفغانستان البحرين بنغلاديش بوتان بروناي كمبوديا الصين الهند إندونيسيا إيران اليابان كازاخستان كوريا الجنوبية الكويت قرغيزستان لاوس ماليزيا منغوليا ميانمار نيبال عمان باكستان الفلبين قطر روسيا السعودية سنغافورة سريلانكا طاجيكستان تايلاند تركيا الإمارات العربية المتحدة أوزبكستان فيتنام \| | Membership overlap with أسيان، رابطة جنوب آسيا للتعاون الاقليمي |
| | منظمة شانغهاي للتعاون                            | 2001    | 3,247,750,955 | قالب:Pct                    | الصين الهند كازاخستان قرغيزستان باكستان روسيا طاجيكستان أوزبكستان | Membership overlap with CIS and Eurasian Economic Community, Asia-Pacific Economic Cooperation, South Asian Association for Regional Cooperation |
| | بريكس                                            | 2008    | 3,040,000,000 | قالب:Pct                    | البرازيل روسيا الهند الصين جنوب إفريقيا | An association of five major emerging national economies |
| | منتدى التعاون الاقتصادي لدول آسيا والمحيط الهادئ | 1989    | 2,700,000,000 | قالب:Pct                    | أستراليا بروناي كندا تشيلي الصين هونغ كونغ إندونيسيا اليابان كوريا الجنوبية ماليزيا المكسيك نيوزيلندا بابوا غينيا الجديدة بيرو الفلبين روسيا سنغافورة تايوان تايلاند الولايات المتحدة فيتنام | Membership overlap with Association of Southeast Asian Nations, Commonwealth of Nations, Eurasian Economic Community, North American Free Trade Agreement, NATO, OPEC, Shanghai Cooperation Organisation, Mercosur/Mercosul, Union of South American Nations, African, Caribbean and Pacific Group of States, |
| | دول الكومنولث                                    | 1931    | 2,418,964,000 | قالب:Pct                    | أنتيغوا وباربودا أستراليا جزر البهاما بنغلاديش باربادوس بليز بوتسوانا بروناي الكاميرون كندا قبرص دومينيكا غانا غرينادا غيانا الهند جامايكا كينيا كيريباتي ليسوتو مالاوي ماليزيا المالديف مالطا موريشيوس موزمبيق ناميبيا ناورو نيوزيلندا نيجيريا باكستان بابوا غينيا الجديدة رواندا سانت كيتس ونيفيس سانت لوسيا سانت فينسنت والغرينادين ساموا سيشل سيراليون سنغافورة جزر سليمان جنوب إفريقيا سريلانكا إسواتيني تنزانيا تونغا ترينيداد وتوباغو توفالو أوغندا المملكة المتحدة فانواتو زامبيا                                                | Membership overlap with European Union, European Economic Area, African, Caribbean and Pacific Group of States, African Union, South Asian Association for Regional Cooperation, Union of South American Nations, Caribbean Community, CARIFORUM, NATO, and Association of Southeast Asian Nations, Asia-Pacific Economic Cooperation, Small Island Developing States |
| | الشراكة الاقتصادية الإقليمية الشاملة             | 2015    | 2,041,590,650 | قالب:Pct                    | أستراليا بروناي كمبوديا الصين إندونيسيا اليابان كوريا الجنوبية لاوس ماليزيا ميانمار نيوزيلندا الفلبين سنغافورة تايلاند فيتنام | A Free Trade Agreement (FTA) scheme of the 10 أسيان Member States and its FTA Partners (Australia, China, Japan, Korea and New Zealand) to be concluded by the end of 2015 |
| | رابطة جنوب آسيا للتعاون الاقليمي                 | 1985    | 1,713,870,000 | قالب:Pct                    | أفغانستان بنغلاديش بوتان الهند المالديف نيبال باكستان سريلانكا | Membership overlap with Economic Cooperation Organization, Commonwealth of Nations |
| | SAPCZ                                            | 1986    | 1,552,860,934 | قالب:Pct                    | الأرجنتين أنغولا بنين البرازيل الرأس الأخضر الكاميرون الكونغو جمهورية الكونغو الديمقراطية غينيا الاستوائية الغابون غامبيا غانا غينيا غينيا بيساو ساحل العاج ليبيريا ناميبيا نيجيريا ساو تومي وبرينسيب السنغال سيراليون جنوب إفريقيا توغو الأوروغواي | |
| | منظمة الأمن والتعاون في أوروبا                   | 1975    | 1,276,751,497 | 15.53%                      | ألبانيا أندورا أرمينيا النمسا أذربيجان بيلاروس بلجيكا البوسنة والهرسك بلغاريا كندا كرواتيا قبرص جمهورية التشيك الدنمارك إستونيا فنلندا فرنسا جورجيا ألمانيا اليونان المجر آيسلندا أيرلندا إيطاليا كازاخستان قرغيزستان لاتفيا ليختنشتاين ليتوانيا لوكسمبورغ مالطا مولدوفا موناكو منغوليا الجبل الأسود هولندا مقدونيا الشمالية النرويج بولندا البرتغال رومانيا روسيا سان مارينو صربيا سلوفاكيا سلوفينيا إسبانيا السويد سويسرا طاجيكستان تركيا تركمانستان أوكرانيا المملكة المتحدة الولايات المتحدة أوزبكستان الفاتيكان                     | Membership overlap with EU, NATO |
| | الاتحاد الأفريقي                                 | 2002    | 1,275,920,972 | قالب:Pct                    | الجزائر أنغولا بنين بوتسوانا بوركينا فاسو بوروندي الرأس الأخضر الكاميرون جمهورية إفريقيا الوسطى تشاد جزر القمر جمهورية الكونغو الديمقراطية جيبوتي مصر غينيا الاستوائية إرتريا إسواتيني إثيوبيا الغابون غامبيا غانا غينيا غينيا بيساو ساحل العاج كينيا ليسوتو ليبيريا ليبيا مدغشقر مالاوي مالي موريتانيا موريشيوس المغرب موزمبيق ناميبيا النيجر نيجيريا الكونغو رواندا الجمهورية العربية الصحراوية الديمقراطية ساو تومي وبرينسيب السنغال سيشل سيراليون الصومال جنوب إفريقيا جنوب السودان السودان تنزانيا توغو تونس أوغندا زامبيا زيمبابوي | |
| | منظمة الدول الأمريكية                            | 1948    | 980,457,921   | 11.93%                      | أنتيغوا وباربودا الأرجنتين جزر البهاما باربادوس بليز بوليفيا البرازيل كندا تشيلي كولومبيا كوستاريكا كوبا دومينيكا جمهورية الدومينيكان الإكوادور السلفادور غرينادا غواتيمالا غيانا هايتي هندوراس جامايكا المكسيك نيكاراغوا بنما باراغواي بيرو سانت كيتس ونيفيس سانت لوسيا سانت فينسنت والغرينادين سورينام ترينيداد وتوباغو الولايات المتحدة الأوروغواي فنزويلا | Membership overlap with NATO, North American Free Trade Agreement, Mercosur/Mercosul, Asia-Pacific Economic Cooperation, Union of South American States, CAFTA-DR, Community of Latin American and Caribbean States, RIO Group, Caribbean Community, Association of Caribbean States |
| | حلف شمال الأطلسي                                 | 1949    | 880,978,798   | قالب:Pct                    | ألبانيا بلجيكا بلغاريا كندا كرواتيا جمهورية التشيك الدنمارك إستونيا فرنسا ألمانيا اليونان المجر آيسلندا إيطاليا لاتفيا ليتوانيا لوكسمبورغ الجبل الأسود هولندا النرويج بولندا البرتغال رومانيا سلوفاكيا سلوفينيا إسبانيا تركيا المملكة المتحدة الولايات المتحدة | Membership overlap with Commonwealth of Nations, European Union, Asia-Pacific Economic Cooperation, North American Free Trade Agreement, Organization of American States) |
| | مجلس أوروبا                                      | 1949    | 820,000,000   | قالب:Pct                    | ألبانيا أندورا أرمينيا النمسا أذربيجان بلجيكا البوسنة والهرسك بلغاريا كرواتيا قبرص جمهورية التشيك الدنمارك إستونيا فنلندا فرنسا جورجيا ألمانيا اليونان المجر آيسلندا أيرلندا إيطاليا لاتفيا ليختنشتاين ليتوانيا لوكسمبورغ مالطا مولدوفا موناكو الجبل الأسود هولندا مقدونيا الشمالية النرويج بولندا البرتغال رومانيا روسيا سان مارينو صربيا سلوفاكيا سلوفينيا إسبانيا السويد سويسرا تركيا أوكرانيا المملكة المتحدة | Membership overlap with |
| | معاهدة البلدان الأمريكية للمساعدة المتبادلة ‏     | 1948    | 754,901,942   | قالب:Pct                    | الأرجنتين جزر البهاما البرازيل تشيلي كولومبيا كوستاريكا جمهورية الدومينيكان السلفادور غواتيمالا هايتي هندوراس بنما باراغواي بيرو ترينيداد وتوباغو الولايات المتحدة فنزويلا | Membership overlap with Organization of American States |
| | مجموعة دول أمريكا اللاتينية والكاريبي            | 2010    | 652,012,001   | قالب:Pct                    | أنتيغوا وباربودا الأرجنتين جزر البهاما باربادوس بليز بوليفيا تشيلي كولومبيا كوستاريكا كوبا دومينيكا جمهورية الدومينيكان الإكوادور السلفادور غرينادا غواتيمالا غيانا هايتي هندوراس جامايكا المكسيك نيكاراغوا بنما باراغواي بيرو سانت كيتس ونيفيس سانت لوسيا سانت فينسنت والغرينادين سورينام ترينيداد وتوباغو الأوروغواي فنزويلا | Membership overlap with Organization of American States |
| | أسيان                                            | 1967    | 647,016,000   | قالب:Pct                    | بروناي كمبوديا إندونيسيا لاوس ماليزيا ميانمار الفلبين سنغافورة تايلاند فيتنام | Membership overlap with Asia-Pacific Economic Cooperation, African, Caribbean and Pacific Group of States, Small Islands Developing States |
| | رابطة أمريكا اللاتينية للتكامل ‏                  | 1980    | 515,722,726   | قالب:Pct                    | الأرجنتين بوليفيا البرازيل تشيلي كولومبيا كوبا الإكوادور المكسيك باراغواي بنما بيرو الأوروغواي فنزويلا | Membership overlap with Organization of American States |
| | المنطقة الاقتصادية الأوروبية                     | 1994    | 515,000,000   | قالب:Pct                    | النمسا بلجيكا بلغاريا كرواتيا قبرص جمهورية التشيك الدنمارك الاتحاد الأوروبي إستونيا فنلندا فرنسا ألمانيا اليونان المجر آيسلندا أيرلندا إيطاليا لاتفيا ليختنشتاين ليتوانيا لوكسمبورغ مالطا هولندا النرويج بولندا البرتغال رومانيا سلوفاكيا سلوفينيا إسبانيا السويد سويسرا | Membership overlap with European Union, European Free Trade Association, Commonwealth of Nations and La Francophonie |
| | الاتحاد الأوروبي                                 | 1957    | 513,481,691   | قالب:Pct                    | النمسا بلجيكا بلغاريا كرواتيا قبرص جمهورية التشيك الدنمارك إستونيا فنلندا فرنسا ألمانيا اليونان المجر أيرلندا إيطاليا لاتفيا ليتوانيا لوكسمبورغ مالطا هولندا بولندا البرتغال رومانيا سلوفاكيا سلوفينيا إسبانيا السويد | Membership overlap with NATO, Commonwealth of Nations, European Economic Area |
| | نافتا                                            | 1994    | 490,000,000   | قالب:Pct                    | كندا المكسيك الولايات المتحدة | Membership overlap with Commonwealth of Nations, NATO, Asia-Pacific Economic Cooperation, CAFTA-DR, Organization of American States |
| | منظمة التعاون الاقتصادي                          | 1985    | 488,405,949   | قالب:Pct                    | أفغانستان أذربيجان إيران كازاخستان قرغيزستان باكستان طاجيكستان تركيا تركمانستان أوزبكستان | Membership overlap with South Asian Association for Regional Cooperation |
| | جامعة الدول العربية                              | 1945    | 423,000,000   | قالب:Pct                    | الجزائر البحرين جزر القمر جيبوتي مصر العراق الأردن الكويت لبنان ليبيا موريتانيا المغرب عمان فلسطين قطر السعودية الصومال السودان سوريا تونس الإمارات العربية المتحدة اليمن | Membership overlap with African Union, La Francophonie |
| | أوبك                                             | 1960    | 369,814,472   | قالب:Pct                    | الجزائر أنغولا الكونغو غينيا الاستوائية الغابون إيران العراق الكويت ليبيا نيجيريا السعودية الإمارات العربية المتحدة فنزويلا | Membership overlap with Shanghai Cooperation Organisation, South Asian Association for Regional Cooperation, Organization of American States, African Union, Economic Cooperation Organization, Union of South American Nations, Arab League, Mercosur or Mercosul |
| | منظمة التعاون الاقتصادي للبحر الأسود             | 1992    | 330,000,000   | قالب:Pct                    | ألبانيا أرمينيا أذربيجان بلغاريا جورجيا اليونان مولدوفا رومانيا روسيا صربيا تركيا أوكرانيا | Membership overlap with |
| | مجلس دول بحر البلطيق                             | 1992    | 300,744,708   | قالب:Pct                    | الدنمارك إستونيا فنلندا ألمانيا آيسلندا لاتفيا ليتوانيا النرويج بولندا روسيا السويد | Membership overlap with EU, CIS, Nordic Council, OBSEC. |
| | رابطة الدول المستقلة                             | 1991    | 277,983,490   | قالب:Pct                    | أذربيجان بيلاروس كازاخستان قرغيزستان أرمينيا مولدوفا روسيا طاجيكستان أوزبكستان | Membership overlap with Asia-Pacific Economic Cooperation |
| | ميركوسور/Mercosul                                | 1991    | 265,212,435   | قالب:Pct                    | الأرجنتين البرازيل باراغواي الأوروغواي | Membership overlap with Union of South American Nations, Asia-Pacific Economic Cooperation, Unions of South American Nations, Latin Union, Community of Latin American and Caribbean States, RIO Group, Organization of American States |
| | رابطة الدول الكاريبية                            | 1994    | 237,000,000   | قالب:Pct                    | أنتيغوا وباربودا جزر البهاما باربادوس بليز كولومبيا كوستاريكا كوبا دومينيكا جمهورية الدومينيكان السلفادور غرينادا غواتيمالا غيانا هايتي هندوراس جامايكا المكسيك نيكاراغوا بنما سانت كيتس ونيفيس سانت لوسيا سانت فينسنت والغرينادين سورينام ترينيداد وتوباغو فنزويلا | An economic zone of Central American plus Caribbean states along with northern South America. Membership overlap with Latin Union, La Francophonie, Community of Latin American and Caribbean States, Union of South American Nations, Caribbean Community, CARIFORUM, RIO Group, CAFTA-DR, Organization of American States |
| | تحالف المحيط الهادئ                              | 2012    | 218,536,683   | قالب:Pct                    | تشيلي كولومبيا المكسيك بيرو | Membership overlap with Organization of American States |
| | منظمة معاهدة الأمن الجماعي                       | 1994    | 210,000,000   | قالب:Pct                    | أرمينيا بيلاروس كازاخستان قرغيزستان روسيا طاجيكستان | Membership overlap with Commonwealth of Independent States, Shanghai Cooperation Organisation, Asia-Pacific Economic Cooperation |
| | الاتحاد الاقتصادي الأوروآسيوي                    | 2001    | 205,693,649   | قالب:Pct                    | أرمينيا بيلاروس كازاخستان قرغيزستان روسيا | Membership overlap with Commonwealth of Independent States and Shanghai Cooperation Organisation, Asia-Pacific Economic Cooperation |
| | South-East European Cooperation Process          | 1996    | 150,492,458   | قالب:Pct                    | ألبانيا البوسنة والهرسك بلغاريا كرواتيا اليونان كوسوفو مولدوفا الجبل الأسود مقدونيا الشمالية رومانيا صربيا سلوفينيا تركيا | Membership overlap with EU and Council of Europe. |
| | المجلس البريطاني الأيرلندي                       | 1999    | 73,072,783    | قالب:Pct                    | غيرنزي أيرلندا جزيرة مان جيرزي المملكة المتحدة | Membership overlap with EU. The devolved institutions of أيرلندا الشمالية، اسكتلندا and ويلز are representated separately. |
| | مجموعة فيشغراد                                   | 1991    | 64,320,833    | قالب:Pct                    | جمهورية التشيك المجر بولندا سلوفاكيا | Membership overlap with EU |
| | منظمة غوام للتطوير الديمقراطي والاقتصادي         | 1999    | 62,140,327    | قالب:Pct                    | أذربيجان جورجيا مولدوفا أوكرانيا | Membership overlap with EU |
| | منظومة التكامل في أمريكا الوسطى                  | 1993    | 51,152,936    | قالب:Pct                    | بليز كوستاريكا جمهورية الدومينيكان السلفادور غواتيمالا هندوراس نيكاراغوا بنما | An economic and political organization of eight Central American states Membership overlap with Latin Union, Community of Latin American and Caribbean States, Union of South American Nations, Association of Caribbean States, RIO Group, CAFTA-DR, Organization of American States |
| | اتحاد دول أمريكا الجنوبية                        | 2005    | 49,002,000    | قالب:Pct                    | بوليفيا غيانا سورينام الأوروغواي فنزويلا | Membership overlap with Mercosur/Mercosul, Asia-Pacific Economic Cooperation, Latin Union, Community of Latin American and Caribbean States, RIO Group, Association of Caribbean States |
| | منتدى جزر المحيط الهادئ                          | 1971    | 40,054,000    | قالب:Pct                    | أستراليا جزر كوك فيجي تاهيتي كيريباتي جزر مارشال ميكرونيسيا ناورو كاليدونيا الجديدة نيوزيلندا نييوي بالاو بابوا غينيا الجديدة ساموا جزر سليمان تونغا توفالو فانواتو | Membership overlaps with APEC |
| | بنلوكس                                           | 1948    | 29,300,000    | قالب:Pct                    | بلجيكا لوكسمبورغ هولندا | Membership overlap with EU |
| | المجلس الشمالي                                   | 1953    | 25,880,000    | 0.34%                       | الدنمارك فنلندا آيسلندا النرويج السويد | Membership overlap with EU |
| | اتفاقية التجارة الحرة في أوروبا الوسطى           | 1992    | 21,907,354    | قالب:Pct                    | ألبانيا البوسنة والهرسك كوسوفو (through بعثة الأمم المتحدة للإدارة المؤقتة في كوسوفو) مولدوفا الجبل الأسود مقدونيا الشمالية صربيا | Membership overlap with |
| | الجماعة الكاريبية                                | 1973    | 18,095,201    | قالب:Pct                    | أنتيغوا وباربودا جزر البهاما باربادوس بليز دومينيكا غرينادا غيانا هايتي جامايكا مونتسرات سانت كيتس ونيفيس سانت لوسيا سانت فينسنت والغرينادين سورينام ترينيداد وتوباغو | An economic organization made up of fifteen full members, (fourteen independent countries + one British overseas territory.) Membership overlap with Commonwealth of Nations, La Francophonie, Small Islands Developing States, CARIFORUM, Community of Latin American and Caribbean States, Union of South American Nations, Association of Caribbean States, Organization of Eastern Caribbean States, RIO Group, Central American Integration System, Organization of American States |
| | رابطة التجارة الحرة الأوروبية                    | 1960    | 14,050,000    | قالب:Pct                    | آيسلندا ليختنشتاين النرويج سويسرا | Membership overlap with EEA.\| |
| | منظمة دول شرق البحر الكاريبي                     | 1981    | 615,724       | 0.0079%                     | أنتيغوا وباربودا دومينيكا غرينادا مونتسرات سانت كيتس ونيفيس سانت لوسيا سانت فينسنت والغرينادين | تتداخل العضوية مع الجماعة الكاريبية ، وكومنولث الأمم ، والمنظمة الدولية للفرانكوفونية. |
| |                                                  |         |               |                             | | |
| أفغانستان البحرين بنغلاديش بوتان بروناي كمبوديا الصين الهند إندونيسيا إيران اليابان كازاخستان كوريا الجنوبية الكويت قرغيزستان لاوس ماليزيا منغوليا ميانمار نيبال عمان باكستان الفلبين قطر روسيا السعودية سنغافورة سريلانكا طاجيكستان تايلاند تركيا الإمارات العربية المتحدة أوزبكستان فيتنام |                                                  |         |               |                             | | |

## وصلات خارجية
- جدول الساعة السكانية مع النمو المتوقع لجميع الدول نسخة محفوظة 28 سبتمبر 2007 على موقع واي باك مشين.